# Aleksej Utjitel
Aleksej Utjitel (russisk: Алексе́й Ефи́мович Учи́тель) (født 31. august 1951 i Sankt Petersborg i Sovjetunionen) er en russisk filminstruktør og manuskriptforfatter.

## Filmografi
- Manija Zjizeli (Мания Жизели, 1996)[3][4]
- Dnevnik jego zjeny (Дневник его жены, 2000)
- Progulka (Прогулка, 2003)
- Kosmos kak predtjuvstvije (Космос как предчувствие, 2005)
- Plennyj (Пленный, 2008)
- Kraj (Край, 2010)
- Matilda (Матильда, 2017)